# وانغ هويوو
وانغ هويوو (بالصينية: 王惠妩)، (بالصينية: 王会悟، مايو 1898 حتى 20 أكتوبر 1993)، كانت مصلحة اجتماعية، ومنظمة نسائية في الحزب الشيوعي الصيني ومؤيدة لتحرر المرأة. أدارت أول مجلة مدعومة من قبل الشيوعيين والتي كان أغلب محرريها وكتابها من النساء. كان زوجها لي دا (1890- 1966) أحد مؤسسي الحزب الشيوعي الصيني، وداعيًا لنشر الفلسفة الماركسية.

## النشأة
ولدت وانغ في مقاطعة جياشينغ، تشجيانغ، تشينغ في الصين، لأب مدرس وزوجته الأمية. كان والدها وانغ يانتشن يملك المدرسة المحلية في المنطقة، وتلقت تعليمها الابتدائي هناك. توفي والدها بشكل مفاجئ ما وضع الأسرة في وضع حرج. رغم ذلك، واصلت تعليمها في مدرسة جياشينغ في مدرسة النساء الاعدادية وأكاديمية هوجون للبنات، التي كانت تدار من قبل المبشرين المسيحيين، تعلمت هناك اللغة الإنجليزية وأصبحت مسيحية.
شاركت وانغ في الاحتجاجات الطلابية ضد مؤتمر باريس للسلام في هوجو. عندما أتقنت الإنجليزية بقوة في هوجون، تشربت مبادئ حركة الرابع من مايو، التي بدورها ألهمتها لقيادة حركة تحرر المرأة. انتقلت إلى شنغهاي بعد التخرج، وهناك قدّمها ابن عمها شين ينبينغ (عرف لاحقًا باسم ماو دون، وكان أحد الكتاب المعروفين في الصين في سنواته الأخيرة) للماركسيين. تزوجت من لي دا، الفيلسوف الماركسي والناشط في دعوة المساواة، الذي كان عائدًا من اليابان بعد الدراسة في خريف عام 1920، تقاسموا شقة مع تشن دوكسيو وزوجته غاو جونمان.
انتقلت وانغ ولي إلى تشانغشا حيث رُزقا بابن (ولد عام 1924) وابنة (ولدت عام 1925). كانا يعيشان في شنغهاي وفي بكين بعد عام 1927، وفي يوليو عام 1937 هربا وعاشا في جويلين وجوييانغ بعد الغزو الياباني لشمال الصين، وفي النهاية وصلا إلى تشونغتشينغ، وهي عاصمة البلاد زمن الحرب. انفصل الزوجان في ما بعد.

## المهنة
كانت وانغ أول امرأة ناشطة في منظمة شنغهاي الشيوعية هي وغاو جونمان. قامت هي وزوجها، الذي كان لديه اهتمامات مشتركة في مجال تحرر المرأة (كلاهما كانا يعرفان بمفكري الرابع من يوليو)، بنشر العديد من المقالات معًا حول هذه المواضيع في المجلات أو الجرائد الشعبية الدورية (الدوريات الشعبية) خلال فترة ما بعد الحرب العالمية الأولى. شاركت عام 1921 في المؤتمر الوطني الأول للحزب الشيوعي الصيني، وعملت كحارس.
في عام 1922، أسست وانغ مدرسة شنغهاي لعامة الشعب (للبنات)، والتي اجتذبت دينغ لينغ، وتشيان شيجون، ووانغ جيانهونغ، ووانغ ييتشي. كانت مؤسسة ورئيسة تحرير صوت المرأة (فونغ شينغ بالصينية)، وهي مجلة دورية نصف شهرية كانت رائدة في الكتابات النسائية عن السياسية. دعمت وانغ بقوة حركة تحديد النسل رغم المعارضة الكبيرة من قبل الرجال.
بعد إنشاء جمهورية الصين الشعبية، انتقلت وانغ إلى بكين في عام 1949، وعملت في اللجنة القانونية للحكومة المركزية. وشاركت في الذكرى الستين لتأسيس الحزب الشيوعي الصيني.

## المنشورات
كانت أولى منشورات وانغ حول تحرر المرأة، بعنوان: «سؤال المرأة الصينية: التحرر من الفخ»، وهو كتاب نشر عام 1919 في الصين الفتية، يتكلم عن العرف التقليدي للزواج المبكر في الصين، وكيف أن الرجل يهيمن على حياة زوجته من جميع جوانبها. في عام 1949، نشرت وانغ العديد من المقالات التي استفاضت بذكريات تاريخ تأسيس الحزب الشيوعي الصيني، وذلك بعد عودتها إلى بيكين.

## العائلة
كان لوانغ وزوجها لي دا ثلاثة أطفال، توفيت ابنتهم الكبرى لي شينتيان بسبب المرض في فترة الحرب الصينية اليابانية الثانية. الابنة الثانية هي لي شينيى، وابنهم الوحيد لي شينتيان هو مؤسس علم النفس الطبي في الصين.

## الوفاة والإرث
نتيجة لسنوات طويلة من الكفاح والعمل الشاق، لقبت وانغ في سنوانتها الأخيرة بأنها (هشة ومريضة). توفيت وانغ في مقر إقامتها في بكين في 10 أكتوبر 1993، وكانت تبلغ من العمر 95 عامًا. كان سبب وفاتها هو المرض إلى جانب الشيخوخة. أُنشئ نصب تذكاري تكريمًا لمساهمتها في قضايا المرأة في الصين في ووزن، وهي مدينة التراث العالمي في مقاطعة تشجيانغ الشمالية.